# 'Ndrina Condello
La 'ndrina Condello è una potentissima cosca malavitosa o 'ndrina della 'ndrangheta calabrese che opera sul territorio delle città di Reggio Calabria, Villa San Giovanni e Fiumara, attiva nel traffico di stupefacenti ed armi, nel controllo degli appalti e nel racket delle estorsioni. Capeggiata da Pasquale Condello, considerato boss indiscusso, primula rossa della 'ndrangheta e chiamato "il Supremo" per il carisma criminale che esercita nell'organizzazione malavitosa, fino al suo arresto, capeggiata in seguito da Domenico Condello arrestato il 10 ottobre 2012 a Reggio Calabria dopo 19 anni di latitanza.

## Storia

### Faida di Palmi
Nel maggio del 1977 scoppia una faida tra i Gallico-Morgante-Sgrò-Sciglitano e tra i Parrello-Condello a cui si aggiungono anche i Bruzzise, anch'essi di Palmi ma che controllavano la zona "Montagna delle nevi". Per la prima fazione erano presenti anche i Frisina, i Mazzullo, i Gramuglia e i Costantino, mentre per la seconda: gli Iemma, i Merlino, i Gullo, i Papasergi, i Papaianni e alcuni esponenti dei Porpiglia, Celi, Anastasio, Crucitti, Zirino, Riotto, Cristofaro e Fameli. La faida si concluderà solo nel 1990 con l'arresto di esponenti dei Gallico.

### Seconda guerra di 'Ndrangheta
La seconda guerra di 'ndrangheta si apre con caratteristiche di lotta armata contro il potere dei De Stefano. Lo scontro inizia nel 1985 con la secessione dei Condello-Rosmini-Imerti dal clan De Stefano. La faida conta circa 621 morti. Uno scontro terrificante a colpi di pistole, lupare, Kalašnikov, bombe a mano, bazooka e mitragliette, tritolo e dinamite che, non risparmiando donne, vecchi e bambini ha insanguinato la provincia. La pax mafiosa è stata raggiunta solo con l'intervento di Cosa Nostra, delle famiglie mafiose di New York, dalla cosca dei Nirta (La Maggiore) di San Luca e dagli Alvaro di Sinopoli.

### Anni 2000
- Il 16 marzo 2006 scatta l'operazione Vertice con 33 arresti di persone legate ai Condello tra cui Alfredo Ionetti, un imprenditore di Reggio Calabria.[3][4][5]
- Il 26 luglio 2007 con l'operazione Bless dei Carabinieri vengono arrestate 24 persone tra cui presunti esponenti della cosca Condello.[6][7][8][9][10]
- Il 18 febbraio 2008 un blitz congiunto del ROS e del GOC (Gruppo Operativo Calabria) presso il quartiere Pellaro di Reggio Calabria, ha portato all'arresto di Pasquale Condello, del nipote Giandomenico Condello del genero e di un'altra persona.[11][12][13]
- Il 22 aprile 2008 vengono sequestrati ad Alfredo Ionetti, "cassiere" della cosca beni per 50 milioni di euro.[14]

### Anni 2010
- Il 22 maggio 2010 Domenico Condello è posto agli arresti domiciliari a causa di una richiesta di misura cautelare a seguito delle denunce sporte dalla ex convivente. I reati contestati sono stalking, minaccia e maltrattamenti in famiglia.[15]
- Il 23 giugno 2010 i carabinieri compiono 42 arresti in Lombardia, Friuli-Venezia Giulia ed Emilia-Romagna nei confronti di presunti esponenti dei Condello, e dei De Stefano-Libri, accusati di associazione mafiosa ed estorsione. È stato arrestato anche Cosimo Alvaro, figlio di Domenico, membro dell'omonima 'ndrina e membri dei Rugolino di Reggio Calabria, i Rosmini dei rioni San Giorgio Extra, Modena e Ciccarello, i Buda-Imerti di Villa San Giovanni, gli Italiano di Delianuova, gli Zito-Bertuca di Fiumara di Muro e i Creazzo di Scilla. Sono stati sequestrate oltre 20 imprese, centri sportivi, appartamenti e terreni. Grazie all'operazione viene confermata la presenza di una cupola nella gestione degli affari illeciti del reggino con a capo Pasquale Condello, Giuseppe De Stefano e Pasquale Libri.[16][17]
- Il 10 ottobre 2012 viene tratto in arresto a Reggio Calabria il super latitante Domenico Condello primula rossa dal 1993.[18][19][20][21][22][23]
- Il 23 ottobre 2012 vengono sequestrati beni del valore di 230 milioni di euro a due imprenditori accusati di avere riciclato e fatto da prestanome alle cosche Tegano, Condello e Libri.[24]
- Il 15 novembre 2016 si conclude l'operazione Sansone della DDA di Reggio Calabria che porta all'arresto di 26 persone, accusate a vario titolo di aver coperto la latitanza di Domenico Condello. Inoltre viene ricostruito l'attuale organigramma dei Condello e della famiglia ad essa collegata degli Zito-Bertuca.[25]
- 19 novembre 2016: operazione Sansone 2 contro i Condello e gli Imerti.[26]

## Organizzazione
Membri
- Pasquale Condello, detto U Supremu, arrestato.
- Domenico Condello, detto U Pazzu, latitante dal 1993 al 2012, arrestato a Reggio Calabria il 10 ottobre 2012.
- Paolo Iannò, santista e braccio destro di Pasquale Condello, e ora pentito.
- Alfredo Ionetti, cassiere della cosca.
- Francesco (Ciccio) Ionetti
- Franco Condello, capobastone; fu ucciso dai Gallico nel 1989[27], durante la faida di Palmi; sua moglie, Teresa Concetta Manago, fu la prima donna pentita di 'ndrangheta.[28][29][30]